# Eifel-Ardennen-Express
Eifel-Ardennen-Express war der Name einer Fernbuslinie zwischen Trier Hbf und Aachen Hbf, die von 1987 bis 1992 bestand und u. a. über die Autobahn 60/Europastraße 42 sowie über belgisches Staatsgebiet führte. Namensgebend waren die Mittelgebirge Eifel und Ardennen.
Die Linie wurde von dem Busunternehmen Keiser von Thomm aus dem Ort Thomm in der Nähe der Stadt Trier in Rheinland-Pfalz betrieben. Es war das erste Mal, dass in Deutschland ein privates Omnibusunternehmen im öffentlichen grenzüberschreitenden Personenverkehr mit eigenem Fahrplan und eigener Tarifgestaltung auftrat.
Vorgänger war der sogenannte Trierer Bus der Deutschen Bundesbahn, der bis 1985 betrieben wurde.
Die Bezirksregierung Trier erteilte aufgrund der Verordnung (EWG) Nr. 517/72 die Genehmigung zum Start des Eifel-Ardennen-Expresses am 1. Oktober 1987.
Bei der Erteilung der Genehmigung vom Verkehrsministerium in Brüssel wurde die einschränkende Auflage erteilt, dass die Busse keine Reisenden im rein innerbelgischen Verkehr befördern dürfen, so zum Beispiel von St. Vith nach Malmedy oder nach Eupen, um nicht mit den Linien der dortigen Vizinalbahn in Konkurrenz zu treten.
Die Gesamtfahrzeit betrug etwa drei Stunden und die Stationen waren:
1. Trier Hbf
2. Bitburg
3. Prüm
4. Steinebrück (Eifel), Grenzort
5. St. Vith
6. Malmedy
7. Eupen
8. Aachen Hbf

## Eifel-Express
Die Verbindung zwischen Trier und Aachen wurde später 15 Jahre lang (1996 bis 2011) als Eifel-Express (nur über bundesdeutsche Orte) weitergeführt, durch die Firma Jozi-Reisen, Schweich.